# Vórtice

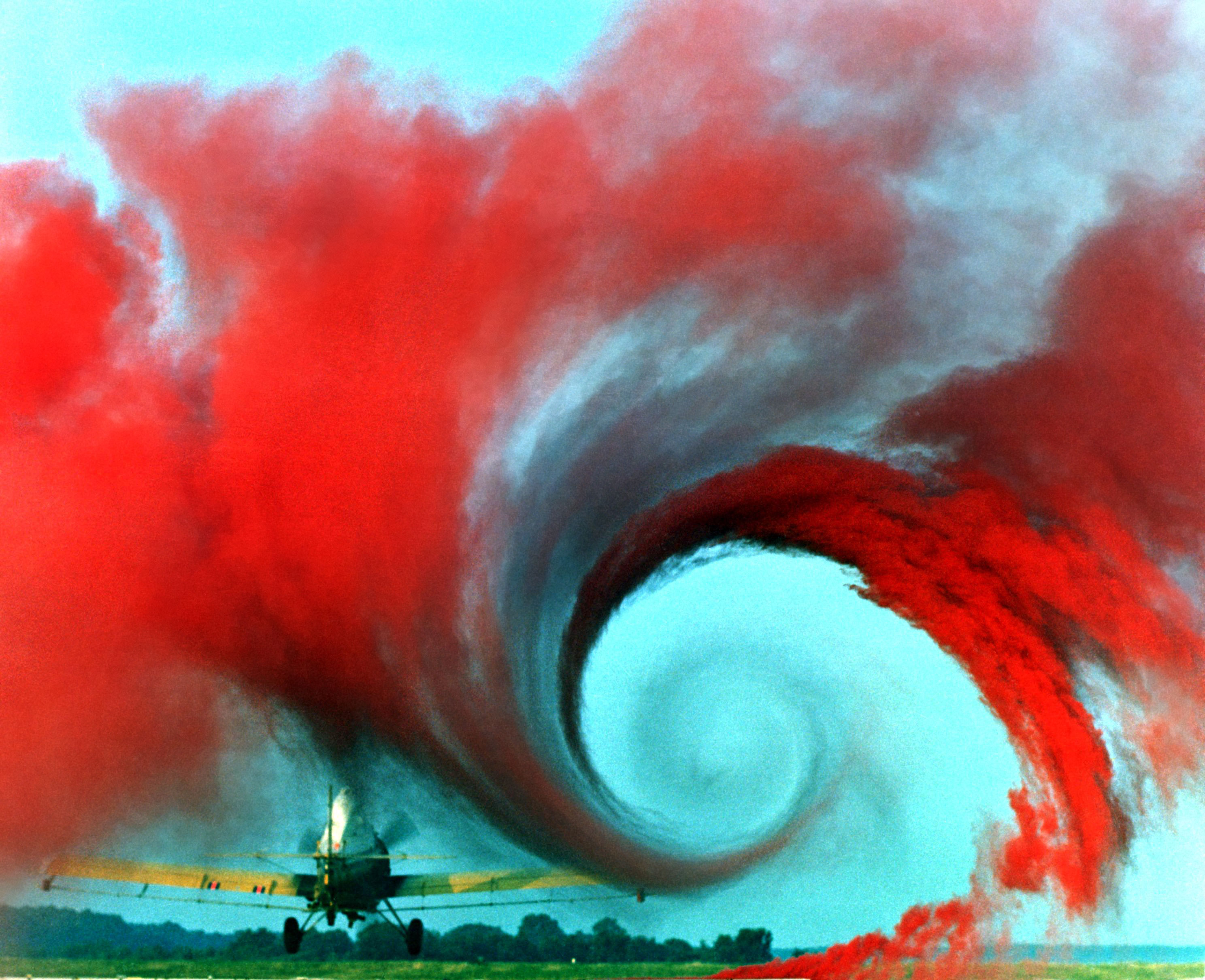
Vórtice generado por el paso de un ala de avión, revelado con humo coloreado.

Calle de vórtices de von Kárman detrás de una pajilla. Se vertió leche en el agua para hacer la corriente visible.

Un vórtice es un flujo turbulento o laminar, en rotación alrededor de un eje con trayectorias de corriente circulares cerradas o helicoidales abiertas. Mas rigurosamente  se puede definir un Vórtice como un tubo de vorticidad rodeado por flujo irrotacional (pp.310). La vorticidad es un concepto matemático usado en dinámica de fluidos que se puede relacionar con la cantidad de circulación o rotación de un fluido. La vorticidad se define como la circulación por unidad de área en un punto del flujo.
El movimiento de un fluido se puede denominar solenoidal si el fluido gira en círculo o en hélice, o de forma general si tiende a rotar en torno a un eje.

## Dinámica
Un vórtice puede tener flujos circulares o rotatorios que poseen
vorticidad: concepto matemático usado en dinámica de fluidos. Se lo puede vincular con la "circulación" o "rotación" en un fluido. En dinámica de fluidos, la vorticidad es la circulación por unidad de área a un punto en el campo de flujo. Es una magnitud vectorial, con una dirección que es el eje del remolino. 
Así en dinámica de fluidos, el movimiento de un fluido puede decirse que es vorticial si el fluido se mueve alrededor de un círculo, o en una hélice, o si tiende a una espiral alrededor de algún eje. Tal movimiento puede también ser llamado solenoidal. En ciencias de la atmósfera, la vorticidad es una propiedad que caracteriza la rotación de grandes escalas de masas de aire. Dado que la circulación atmosférica es cercanamente horizontal, la (3 dimensional) vorticidad es casi vertical, y es común de usar la componente vertical como una vorticidad escalar.
Matemáticamente, la vorticidad se define como (pp. 19),

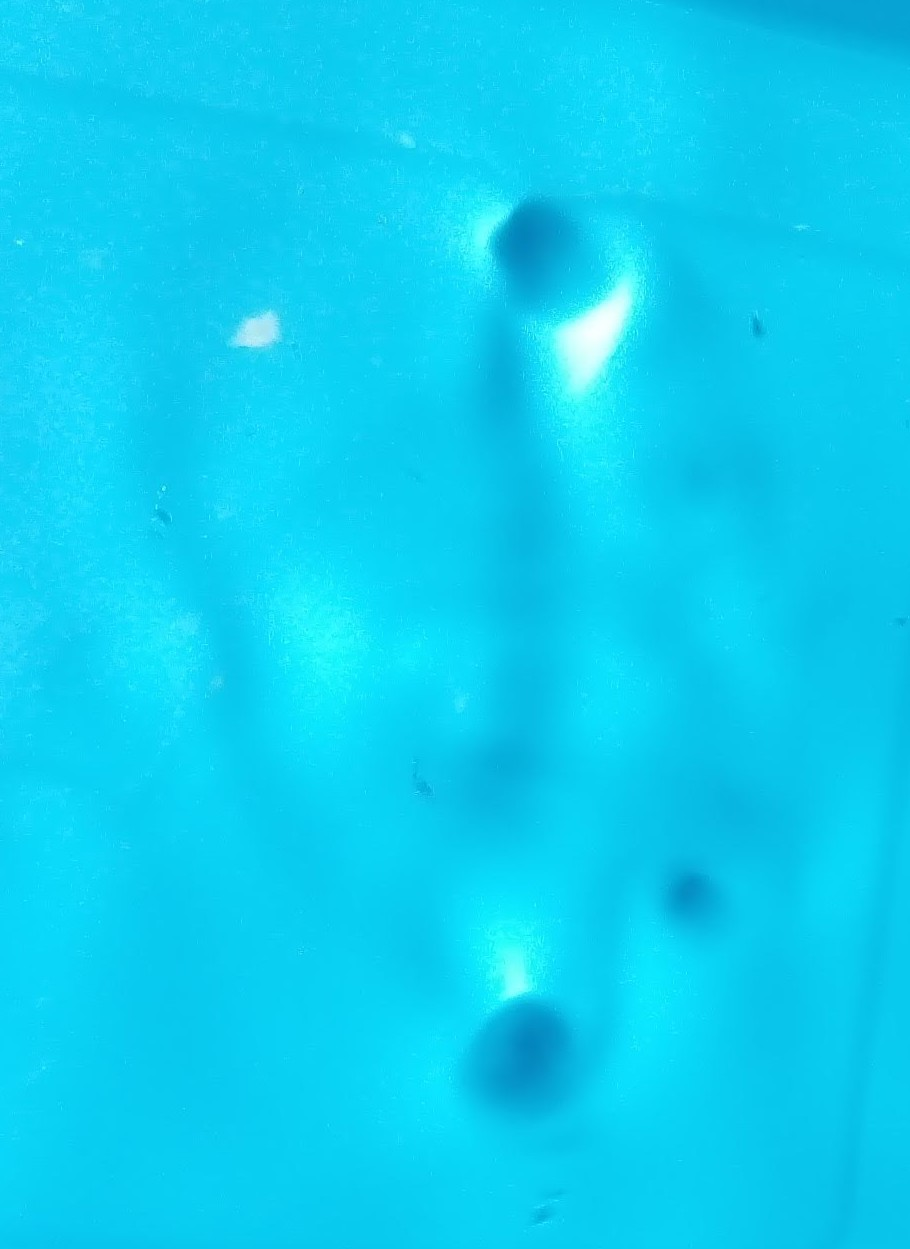
Medio anillo de vórtice en el agua, generado con una cuchara.

{\displaystyle {\vec {\omega }}=\nabla \times {\vec {\mathit {u}}}}
donde {\displaystyle {\vec {\mathit {u}}}} es la velocidad del fluido y {\displaystyle \nabla } es el operador nabla.

## Vórtices en plasmas astrofísicos
Lundin et al. descubrieron en 2013 la presencia de un vórtice en la estela de plasma de Venus. El vórtice gira alrededor del eje de la estela en dirección dextrógira mirando desde planeta hacia la estela. Esta estela se forma al interactuar el viento solar con Venus. El origen  de este vórtice todavía (2022) se debate en la comunidad científica. Sin embargo Durand-Manterola y Flandes han sugerido en un trabajo de 2022 que las causantes son las corrientes eléctricas en la estela, que producen un campo magnético helicoidal que arrastra al plasma formando un vórtice. En este último trabajo también reportan la presencia de dos vórtices similares al de Venus en la estela de Marte.